# عرعر فينيقي

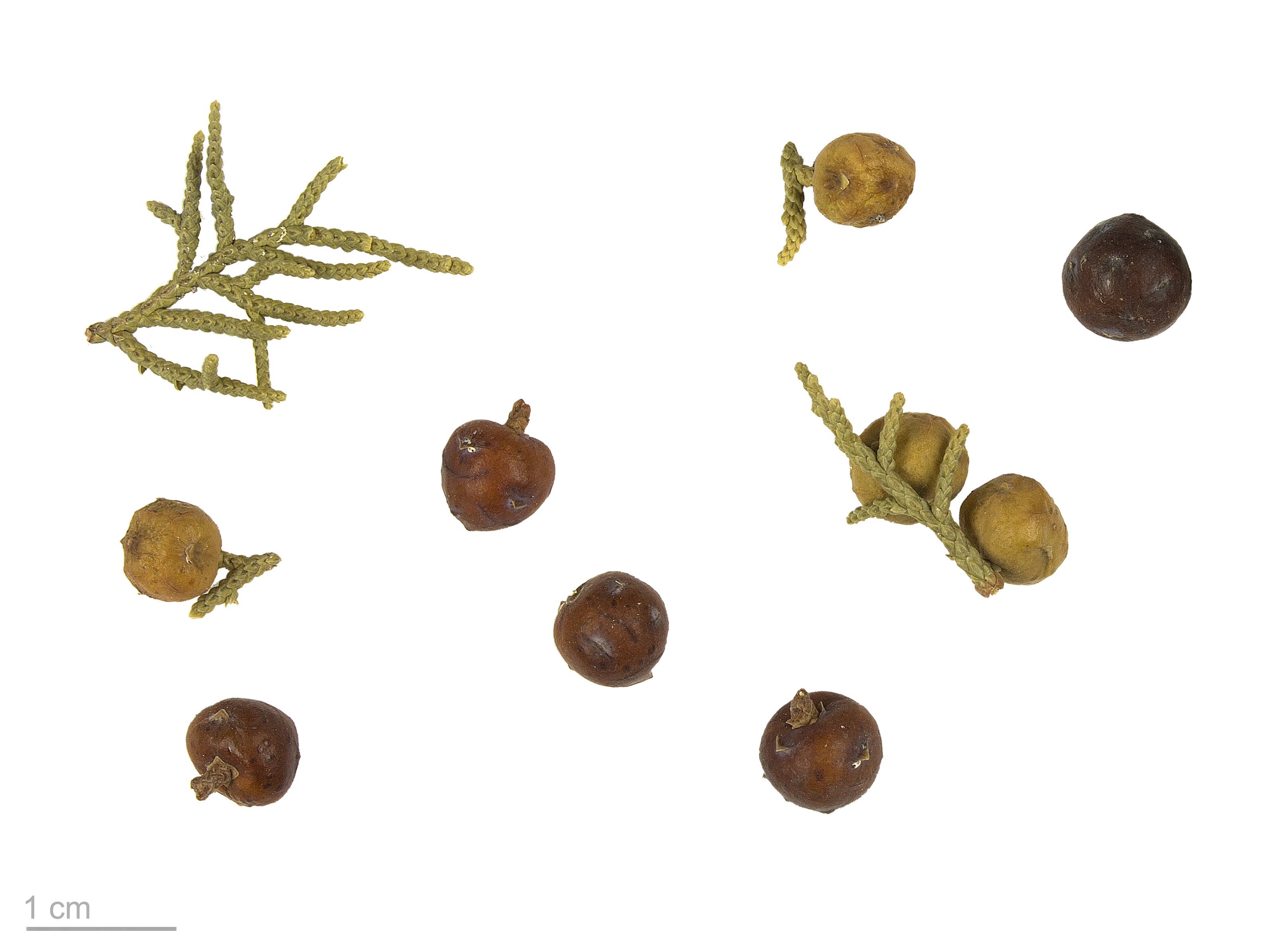
Juniperus Phoenicea

العرعر الفينيقي أو لزاب نوع نباتي شجري من جنس العرعر يتبع الفصيلة السروية. ينتشر في المشرق العربي والمغرب العربي وشمال غرب الجزيرة العربية.